# Bauhenk
Bauhenk – skocznia narciarska o punkcie konstrukcyjnym K100 (HS-109) w słoweńskiej miejscowości Kranj. Została wybudowana w 2004 roku. Obiekt jest wyposażony w igelit. W lutym 2006 na skoczni Bauhenk przeprowadzono mistrzostwa świata juniorów. W tym samym roku na tym obiekcie zostały przeprowadzone zawody Letniego Grand Prix.
W sezonie 2007/2008 miał się tu odbyć konkurs Pucharu Świata, jednak z powodu braku śniegu został odwołany i przeniesiony do Villach (Villacher Alpenarena).
Rekordzistą skoczni jest Peter Prevc, który 9 stycznia 2011 oddał skok na odległość 119 metrów.
W skład kompleksu wchodził również drugi obiekt o rozmiarze HS-87. Obydwie skocznie posiadały wspólny zeskok. W 2015 roku najazd mniejszej skoczni został zlikwidowany.

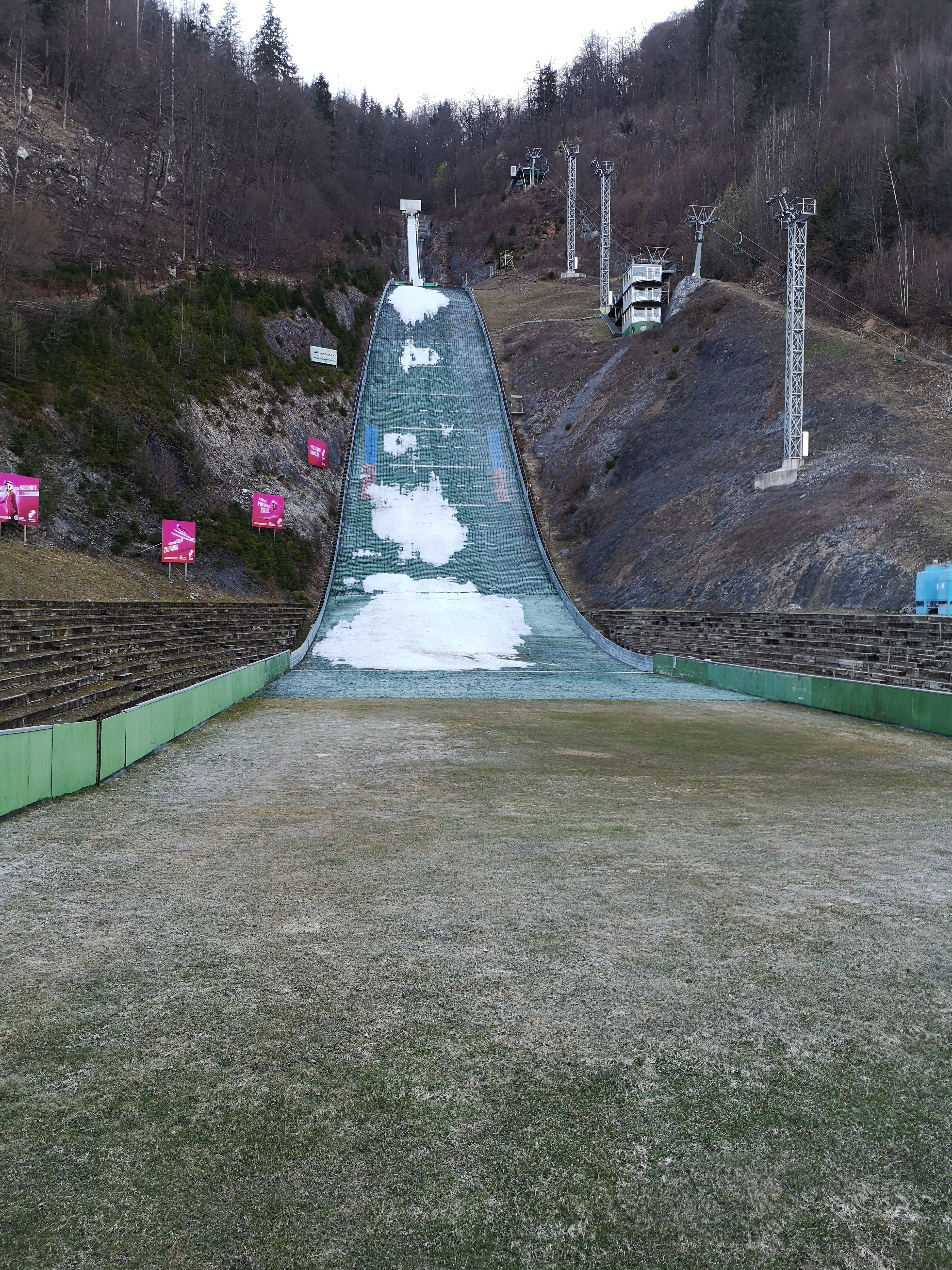
Skocznia Bauhenk (03.2022)

## Rekordziści skoczni K100
| Rekordy zimowe | Rekordy zimowe  | Rekordy zimowe | Rekordy zimowe | Rekordy zimowe |
| Lp.            | Data            | Zawodnik       | Odległość      |                |
| -------------- | --------------- | -------------- | -------------- | -------------- |
| 1.             | 8 lutego 2005   | Jernej Damjan  | 115,5 m        |                |
| 2.             | 9 stycznia 2011 | Peter Prevc    | 119,0 m        |                |

| Rekordy letnie | Rekordy letnie      | Rekordy letnie | Rekordy letnie | Rekordy letnie                      |
| Lp.            | Data                | Zawodnik       | Odległość      | Uwagi                               |
| -------------- | ------------------- | -------------- | -------------- | ----------------------------------- |
| 1.             | 2 października 2004 | Arthur Pauli   | 110,5 m        |                                     |
| 2.             | 10 lipca 2005       | Robert Kranjec | 111,5 m        | Letni Puchar Kontynentalny          |
| 3.             | 9 września 2005     | Arthur Pauli   | 114,5 m        |                                     |
| 4.             | 8 lipca 2007        | Primož Pikl    | 117,5 m        | Letni Puchar Kontynentalny, trening |
| 5.             | 4 lipca 2009        | Robert Kranjec | 118,5 m        | Letni Puchar Kontynentalny          |

## Zawody międzynarodowe rozegrane na skoczni Bauhenk
Stan po zakończeniu sezonu 2011/2012

### Mistrzostwa świata juniorów
| Lp. | Data          | Uwagi                   | 1. miejsce                                                                                     | 2. miejsce                                                                        | 3. miejsce                                                                        |
| --- | ------------- | ----------------------- | ---------------------------------------------------------------------------------------------- | --------------------------------------------------------------------------------- | --------------------------------------------------------------------------------- |
| 1.  | 2 lutego 2006 | indywidualny, mężczyźni | Gregor Schlierenzauer                                                                          | Jurij Tepeš                                                                       | Andrea Morassi                                                                    |
| 2.  | 4 lutego 2006 | drużynowy, mężczyźni    | Austria 1. Mario Innauer · 2. Thomas Thurnbichler · 3. Arthur Pauli · 4. Gregor Schlierenzauer | Słowenia 1. Jurij Tepeš · 2. Primož Roglič · 3. Robert Hrgota · 4. Jernej Košnjek | Japonia 1. Naoya Toyama · 2. Yūhei Sasaki · 3. Kenshirō Itō · 4. Shōhei Tochimoto |
| 3.  | 5 lutego 2006 | indywidualny, kobiety   | Juliane Seyfarth                                                                               | Atsuko Tanaka                                                                     | Elena Runggaldier                                                                 |

### Letnie Grand Prix
| Lp. | Data            | 1. miejsce   | 2. miejsce      | 3. miejsce     |
| --- | --------------- | ------------ | --------------- | -------------- |
| 1.  | 2 września 2006 | Simon Ammann | Wolfgang Loitzl | Roman Koudelka |

### Puchar Kontynentalny
| Lp.             | Data             | 1. miejsce         | 2. miejsce               | 3. miejsce          |
| --------------- | ---------------- | ------------------ | ------------------------ | ------------------- |
| 1.              | 5 stycznia 2008  | Antonín Hájek      | Jon Aaraas               | Jure Bogataj        |
| 2.              | 6 stycznia 2008  | Bastian Kaltenböck | Kim René Elverum Sorsell | Antonín Hájek       |
| 3.              | 24 stycznia 2009 | Julian Musiol      | Ondřej Vaculík           | Žiga Mandl          |
| 4.              | 25 stycznia 2009 | Rafał Śliż         | Peter Prevc              | Primož Pikl         |
| 5.              | 13 lutego 2010   | David Unterberger  | Julian Musiol            | Tobias Bogner       |
| 6.              | 14 lutego 2010   | David Unterberger  | Julian Musiol            | Roar Ljøkelsøy      |
| 7.              | 19 lutego 2011   | Dejan Judež        | Andreas Stjernen         | Stefan Thurnbichler |
| 8.              | 20 lutego 2011   | Mario Innauer      | Jure Šinkovec            | Dejan Judež         |
|                 | 7 stycznia 2012  | Zawody odwołano.   | Zawody odwołano.         | Zawody odwołano.    |
| 8 stycznia 2012 |                  | Zawody odwołano.   | Zawody odwołano.         | Zawody odwołano.    |

### Letni Puchar Kontynentalny
| Lp. | Data          | 1. miejsce     | 2. miejsce         | 3. miejsce                         |
| --- | ------------- | -------------- | ------------------ | ---------------------------------- |
| 1.  | 10 lipca 2005 | Robert Kranjec | Rok Benkovič       | Primož Peterka                     |
| 2.  | 8 lipca 2007  | Primož Pikl    | Keita Umezaki      | Bastian Kaltenböck                 |
| 3.  | 6 lipca 2008  | Maciej Kot     | Stefan Hula        | Primož Pikl                        |
| 4.  | 4 lipca 2009  | Primož Pikl    | Robert Kranjec     | Marcin Bachleda                    |
| 5.  | 5 lipca 2009  | Robert Kranjec | Thomas Diethart    | Daniel Lackner                     |
| 6.  | 2 lipca 2010  | Andreas Strolz | Kamil Stoch        | Dawid Kubacki                      |
| 7.  | 3 lipca 2010  | Kamil Stoch    | Krzysztof Miętus   | Andreas Strolz                     |
| 8.  | 2 lipca 2011  | Robert Kranjec | Władimir Zografski | Dawid Kubacki                      |
| 9.  | 3 lipca 2011  | Jure Šinkovec  | Peter Prevc        | Władimir Zografski Grzegorz Miętus |

### FIS Cup
| Lp.             | Data             | 1. miejsce        | 2. miejsce       | 3. miejsce       |
| --------------- | ---------------- | ----------------- | ---------------- | ---------------- |
|                 | 6 września 2008  | Zawody odwołano.  | Zawody odwołano. | Zawody odwołano. |
| 7 września 2008 |                  | Zawody odwołano.  | Zawody odwołano. | Zawody odwołano. |
| 1.              | 21 lutego 2010   | Tomaž Naglič      | Arthur Pauli     | Matjaž Pungertar |
| 2.              | 22 lutego 2010   | Klemen Omladič    | Arthur Pauli     | Stefan Hayböck   |
| 3.              | 5 lutego 2011    | Johannes Obermayr | Björn Koch       | Nejc Dežman      |
| 4.              | 6 lutego 2011    | Matej Dobovšek    | Björn Koch       | Rok Justin       |
| 5.              | 4 lutego 2012    | Jaka Hvala        | Nejc Dežman      | Anže Lanišek     |
| 6.              | 5 lutego 2012    | Anže Lanišek      | Rok Justin       | Ondřej Vaculík   |
| 7.              | 23 lutego 2013   | Stephan Leyhe     | Ernest Prišlič   | Gašper Bartol    |
| 8.              | 24 lutego 2013   | David Unterberger | Pius Paschke     | Primož Pikl      |
| 9.              | 10 sierpnia 2013 | Anže Semenič      | Dejan Judež      | Pascal Egloff    |
| 10.             | 11 sierpnia 2013 | Anže Semenič      | Ernest Prišlič   | Matic Kramaršič  |

### Alpen Cup
| Lp.            | Data             | 1. miejsce          | 2. miejsce                          | 3. miejsce           |
| -------------- | ---------------- | ------------------- | ----------------------------------- | -------------------- |
| 1.             | 9 września 2005  | Arthur Pauli        | Andrea Morassi                      | Mitja Mežnar         |
| 2.             | 11 września 2005 | Arthur Pauli        | Thomas Thurnbichler                 | Andrea Morassi       |
| 3.             | 19 stycznia 2008 | Pascal Bodmer       | Primož Roglič                       | Johannes Lenz        |
| 4.             | 20 stycznia 2008 | Thomas Thurnbichler | Primož Roglič                       | Florian Schabereiter |
|                | 14 lutego 2009   | Zawody odwołano.    | Zawody odwołano.                    | Zawody odwołano.     |
| 15 lutego 2009 |                  | Zawody odwołano.    | Zawody odwołano.                    | Zawody odwołano.     |
| 5.             | 9 stycznia 2010  | Tobias Bogner       | Peter Prevc                         | Felix Schoft         |
| 6.             | 10 stycznia 2010 | Peter Prevc         | Björn Koch                          | Marinus Kraus        |
| 7.             | 11 września 2010 | Thomas Lackner      | Stefan Kraft                        | Jaka Hvala           |
| 8.             | 12 września 2010 | Thomas Lackner      | Peter Prevc                         | Stefan Kraft         |
| 9.             | 12 lutego 2011   | Peter Prevc         | Daniel Althaus                      | Daniel Huber         |
| 10.            | 13 lutego 2011   | Thomas Lackner      | Daniel Huber                        | Daniel Althaus       |
| 11.            | 3 września 2011  | Niclas Wangler      | Anže Lanišek                        | Johannes Obermayr    |
| 12.            | 4 września 2011  | Johannes Obermayr   | Ulrich Wohlgenannt                  | Niclas Wangler       |
| 13.            | 10 lutego 2012   | Anže Lanišek        | Jaka Hvala                          | Nejc Dežman          |
| 14.            | 11 lutego 2012   | Tobias Lugert       | Jaka Hvala                          | Anže Lanišek         |
| 15.            | 12 lutego 2012   | Jaka Hvala          | Anže Lanišek                        | Nejc Dežman          |
| 16.            | 3 lutego 2013    | Elias Tollinger     | Florian Altenburger Florian Menz    | –                    |
| 17.            | 3 lutego 2013    | Simon Greiderer     | Clemens Aigner                      | Tobias Lugert        |
| 18.            | 7 lutego 2014    | Paul Winter         | Sebastian Bradatsch                 | Stefan Huber         |
| 19.            | 8 lutego 2014    | Elias Tollinger     | Cene Prevc                          | Paul Winter          |
| 20.            | 14 lutego 2015   | Cene Prevc          | Paul Brasme                         | Markus Rupitsch      |
| 21.            | 15 lutego 2015   | Cene Prevc          | Paul Brasme                         | Markus Rupitsch      |
| 22.            | 25 lutego 2017   | Tilen Bartol        | Tine Bogataj                        | Matevž Samec         |
| 23.            | 26 lutego 2017   | Blaž Pavlič         | Maximilian Lienher Janni Reisenauer | –                    |
| 24.            | 17 lutego 2018   | Domen Prevc         | Žak Mogel                           | Maximilian Lienher   |
| 25.            | 18 lutego 2018   | Jan Hörl            | Sandro Hauswirth                    | Maximilian Lienher   |
| 26.            | 15 lutego 2019   | Aljaž Osterc        | Lovro Kos                           | David Haagen         |
| 27.            | 16 lutego 2019   | Aljaž Osterc        | Dominik Peter                       | Jernej Presečnik     |
|                | 19 lutego 2021   | Zawody odwołano.    | Zawody odwołano.                    | Zawody odwołano.     |
| 20 lutego 2021 |                  | Zawody odwołano.    | Zawody odwołano.                    | Zawody odwołano.     |

### Mistrzostwa świata weteranów
Zwycięzcy w poszczególnych kategoriach wiekowych.
| Data             | Kategoria wiekowa | 1. miejsce         |
| ---------------- | ----------------- | ------------------ |
| 30 stycznia 2010 | 30-34 lat         | Knut Bjørnar Strom |
| 30 stycznia 2010 | 35-39 lat         | Rudolf Jerábek     |
| 30 stycznia 2010 | 40-44 lat         | Pasi Huttunen      |
| 30 stycznia 2010 | 45-49 lat         | Kari Hämäläinen    |
| 30 stycznia 2010 | 50-54 lat         | Markus Malvalehto  |
| 30 stycznia 2010 | 55-59 lat         | Arsi Sjörgen       |
| 30 stycznia 2010 | 60-64 lat         | Knut Sorlien       |